# Eumelea rosaliata
Eumelea rosaliata är en fjärilsart som beskrevs av Achille Guenée 1857. Eumelea rosaliata ingår i släktet Eumelea och familjen mätare. Inga underarter finns listade i Catalogue of Life.